# Musée municipal de la tour abbatiale de Saint-Amand-les-Eaux
Le musée municipal est situé à Saint-Amand-les-Eaux dans la tour de l'ancienne église abbatiale, située sur la Grand'Place de la ville. L'entrée au musée est gratuite.

## Historique

### La tour abbatiale
Classée Monument Historique dès 1846, la tour constituait une tour d'angle et servait de portail à l'église de l'ancienne  abbaye bénédictine de Saint-Amand. Construite de 1626 à 1640, sous la direction de l'abbé Nicolas Dubois, elle présente avec ses deux tourelles moins élevées, une masse imposante qui culmine à 82 mètres de haut. Son architecture singulière appartient à ce mouvement de Contre-Réforme au XVIIe siècle qui suivit la séparation entre les provinces des Pays-Bas protestants et celles restées catholiques. Le musée y a ouvert ses portes en 1950.

### Le carillon

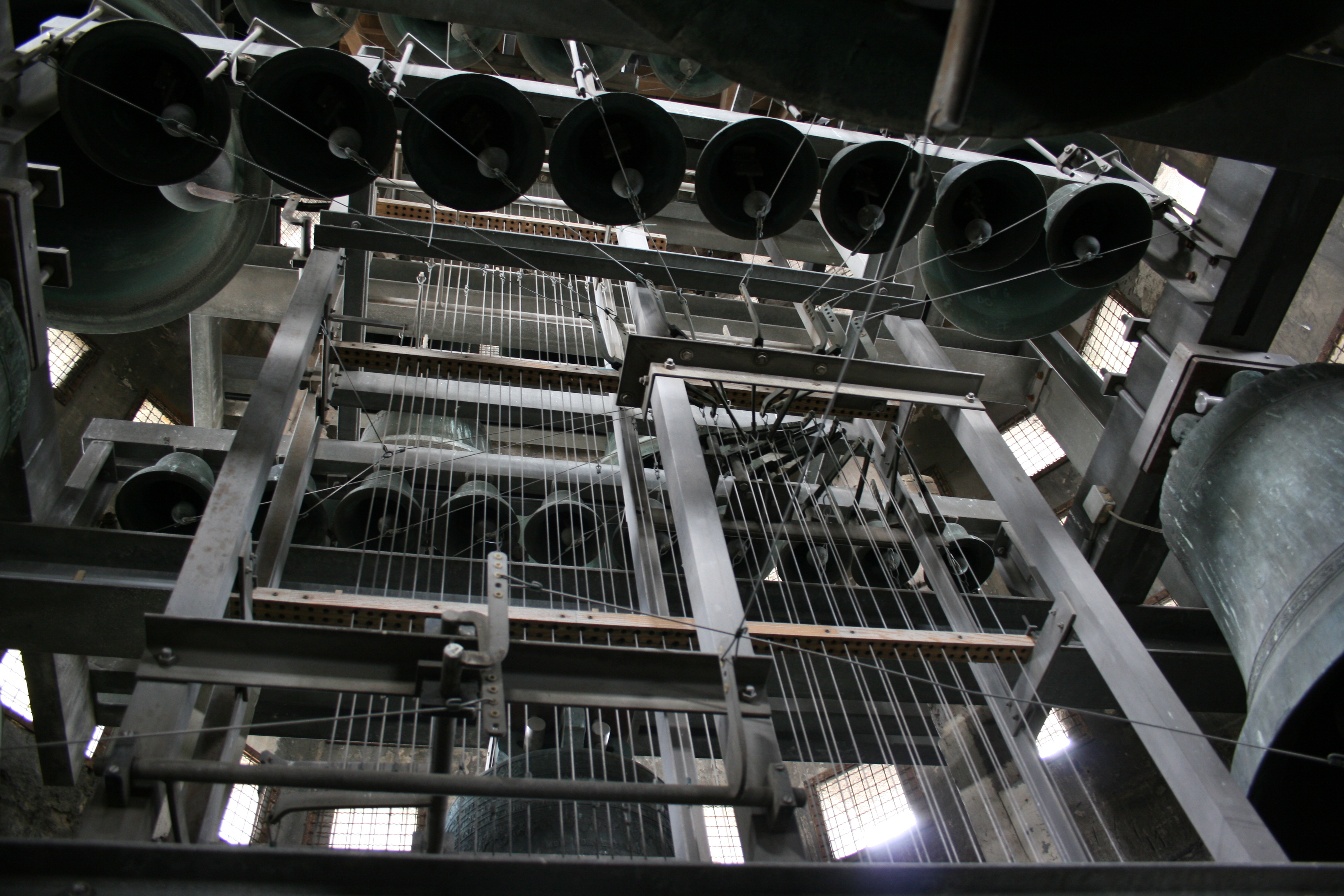
Carillon de la tour abbatiale de Saint-Amand.

Saint-Amand-les-Eaux est la première ville de France à s'être préoccupée de former des carillonneurs en créant à l'École de Musique la première classe française de carillon. Situé au sommet de la tour abbatiale, il est l'un des plus spectaculaires de la région. L'architecture de ce monument a même été conçue en fonction de ses cloches : du rez-de-chaussée au sommet, des vides circulaires, une trémie et un treuil permettent de les monter.
L'horloge du XVIIe siècle avec son tambour de ritournelles constitue l'ultime étape avant d'accéder à la cabine du carillonneur et aux 48 cloches.
Rénové et agrandi en 1949-1950 par Paccard, complété par la cloche Sidonie fondue par Cornille Havard en 1984, et complètement restauré et réinstallé en 1986-1987 par Eijsbouts, le carillon offre désormais une excellente musicalité. Il est encore aujourd'hui l'un des rares à être animés quotidiennement de 12h à 12 h 30 par les carillonneurs de la ville.

## Collections

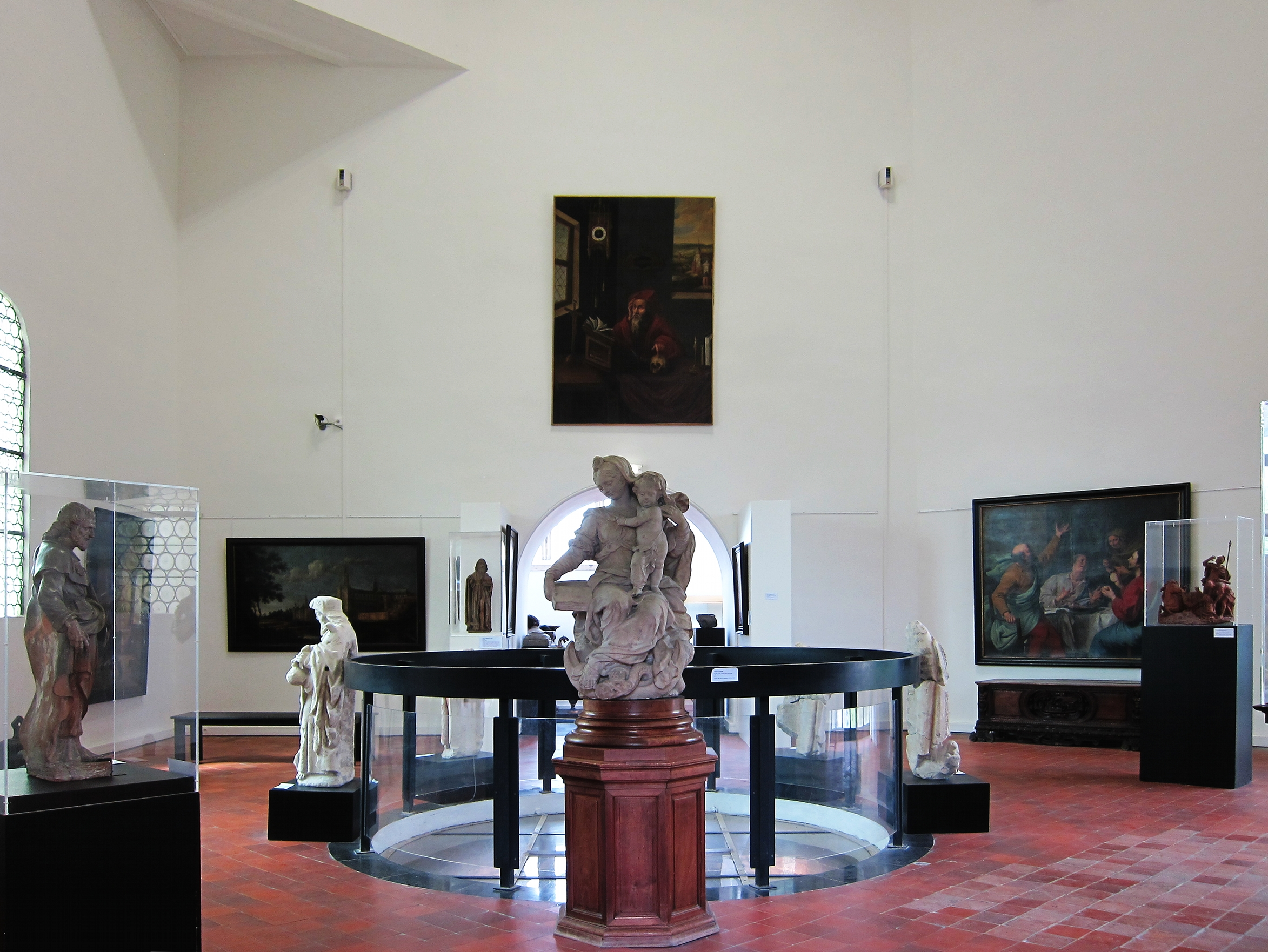
La partie des collections permanentes consacrées à l'histoire de l'abbaye et à l'art des Pays-Bas du Sud aux 17e et.

Les collections du musée présentent quatre axes forts :
- La céramique amandinoise du XVIIIe au XXe siècle.
- La céramique contemporaine.
- Les œuvres liées à l'histoire de l'abbaye de Saint-Amand.
- L'art religieux des Pays-Bas du Sud aux XVIIe et XVIIIe siècles.

Dans la grande salle du rez-de-chaussée, sous une voûte monumentale en pierre sculptée de motifs de rubans enroulés, masques fantastiques et moulures saillantes, sont présentées les expositions temporaires.
L'escalier situé dans la tourelle nord mène aux deux salles présentant les collections permanentes. Dans la première est maintenant proposé un panorama précis de la faïence amandinoise au XVIIIe siècle (Manufacture Desmoutiers-Dorez et Manufacture Fauquez). Dans un second espace, s'expose la persistance de cette tradition faïencière au XIXe siècle (Manufacture De Bettignies) et au XXe siècle (Faïenceries Lebacqz-Bouchart, Grands Établissements Céramiques, Moulin des Loups – Hamage – Orchies, L'Amandinoise, Nouvelles Usines Céramiques, Céranord), ainsi que des éléments de compréhension des différentes techniques faïencières. Dans l'espace central, les collections de peintures et de sculptures religieuses des anciens Pays-Bas du Sud (Abraham Janssens, Walter Pompe, Laurent Delvaux, Jan-Pieter Van Baurscheit, etc.) profitent d'une nouvelle présentation. Y est aussi évoquée l'histoire de l'abbaye dont la tour abbatiale est le vestige le plus symbolique et grandiose (peintures, sculptures, fragments sculptés, carreaux de pavement, cloches, clavier de carillon, etc.).

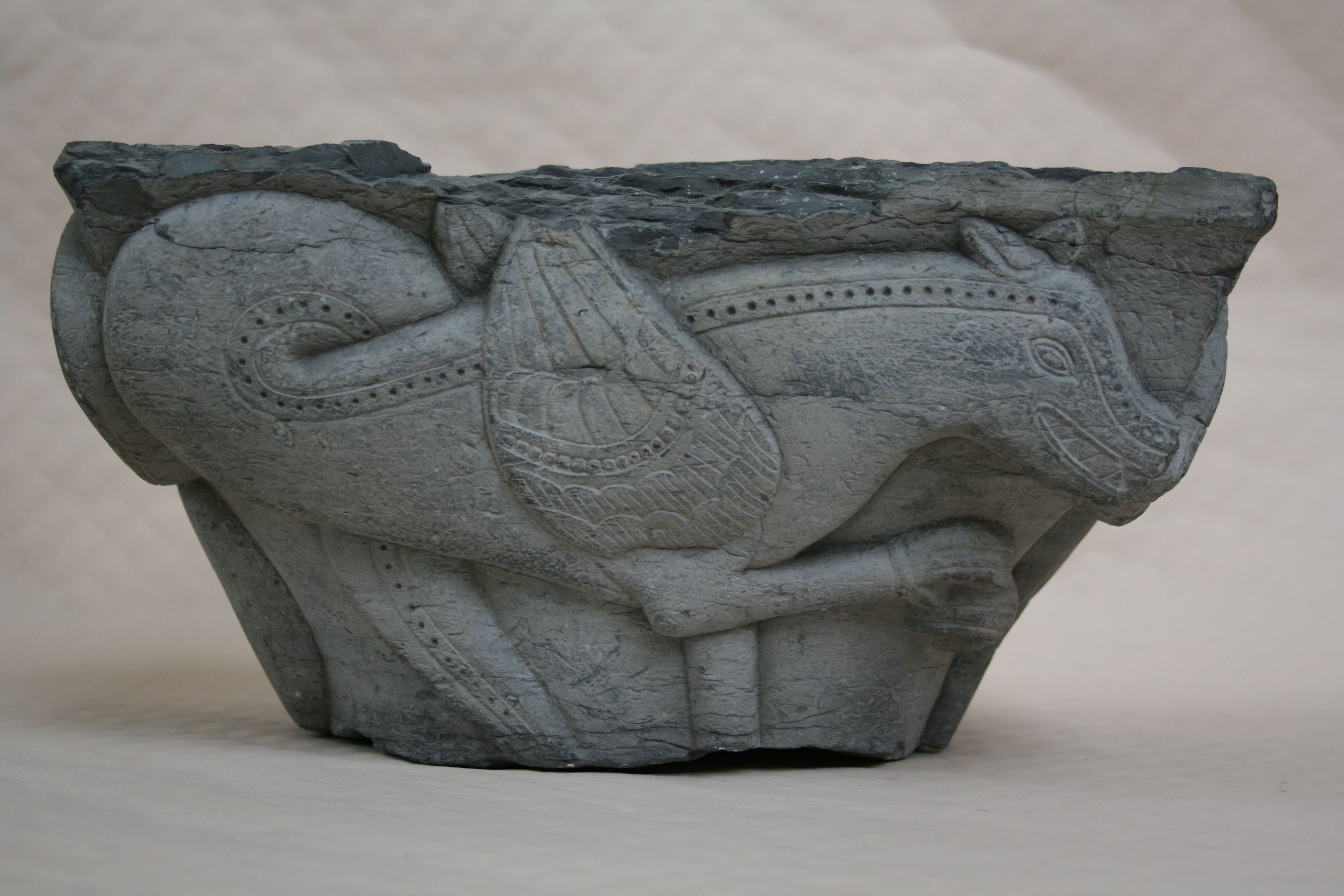
Chapiteau roman de l'abbaye de Saint-Amand.
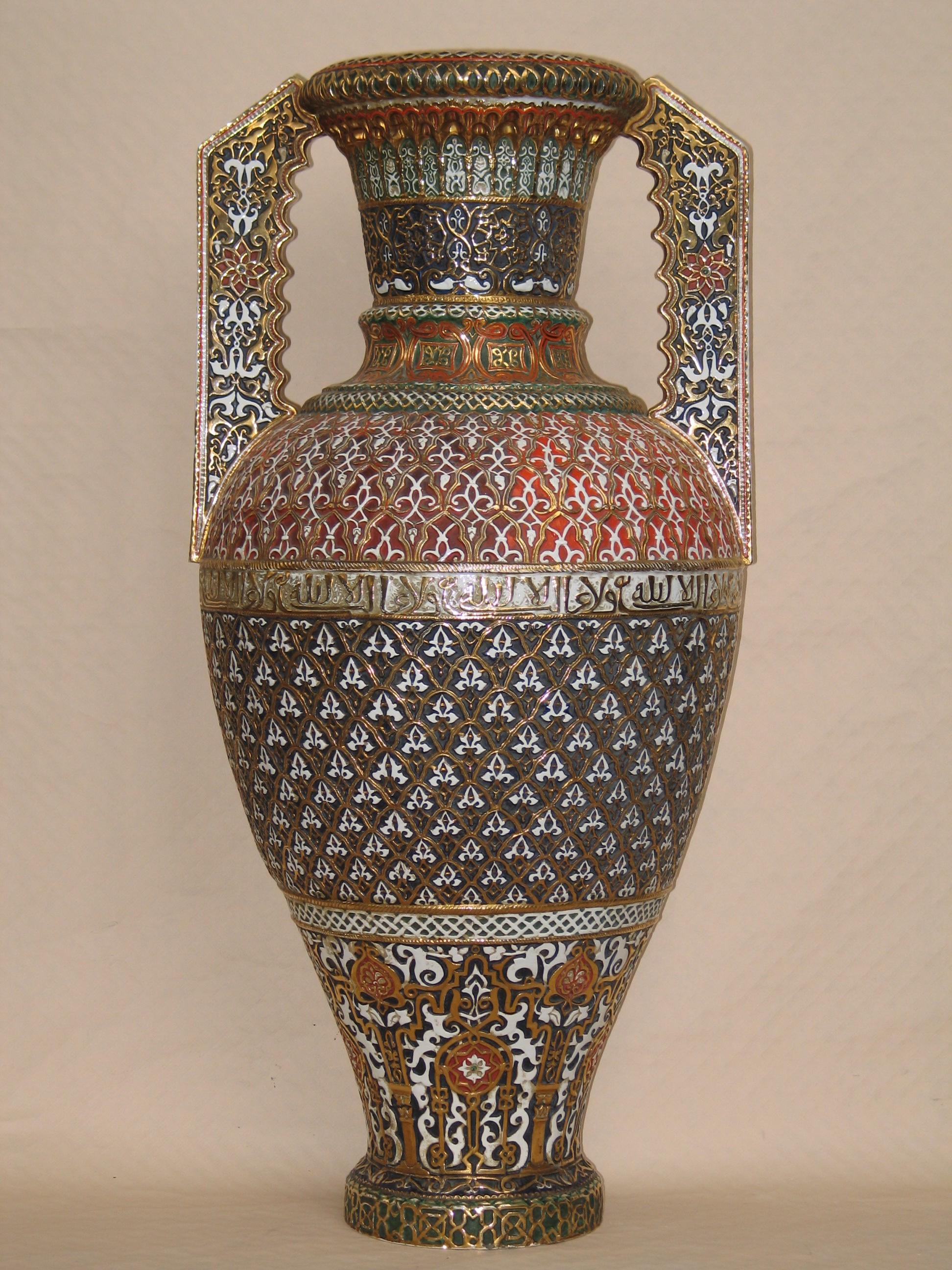
Urne mauresque (v.1902), Saint-Amand, Moulin des Loups.
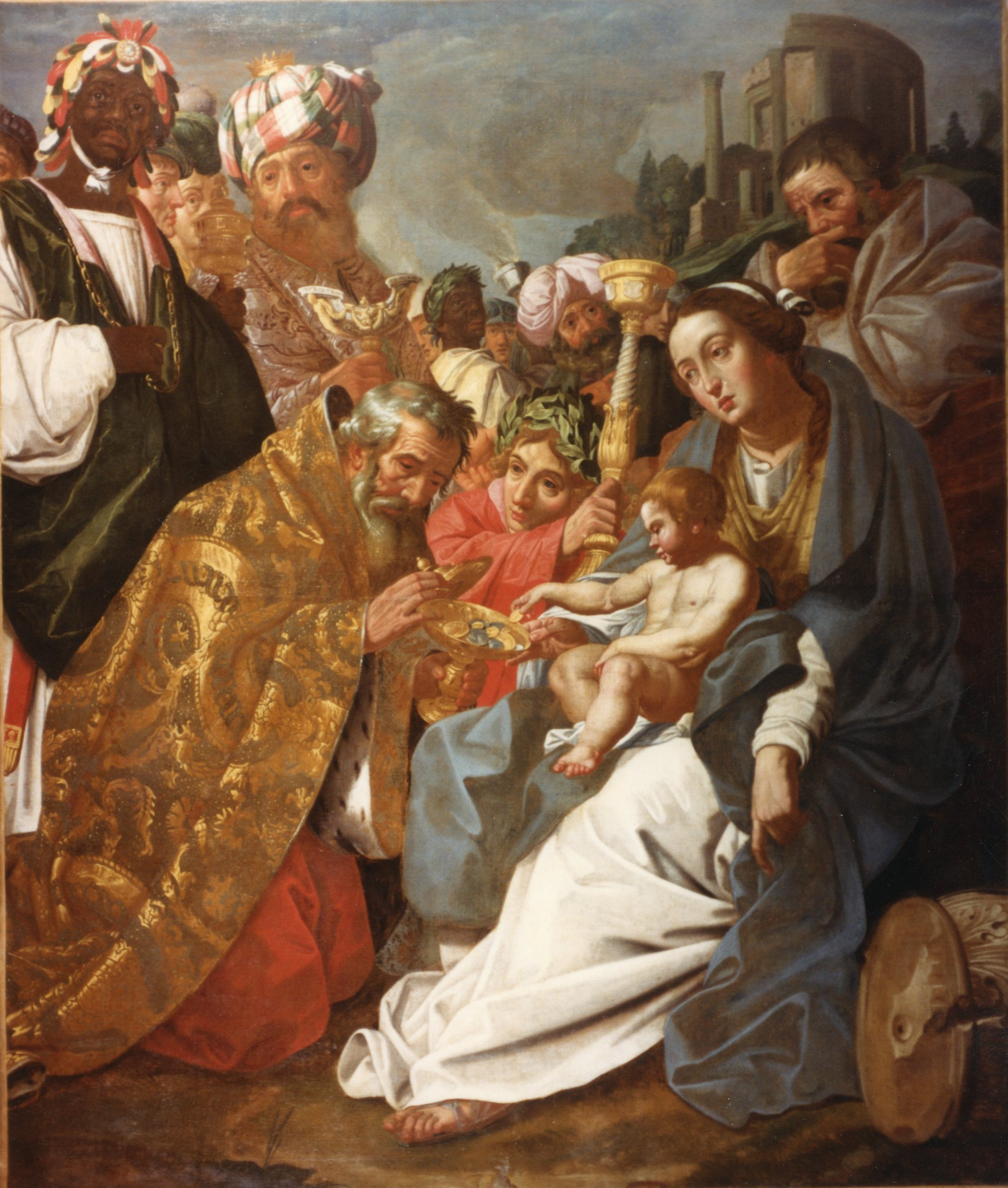
L'adoration des mages par Abraham Janssens (17e.).
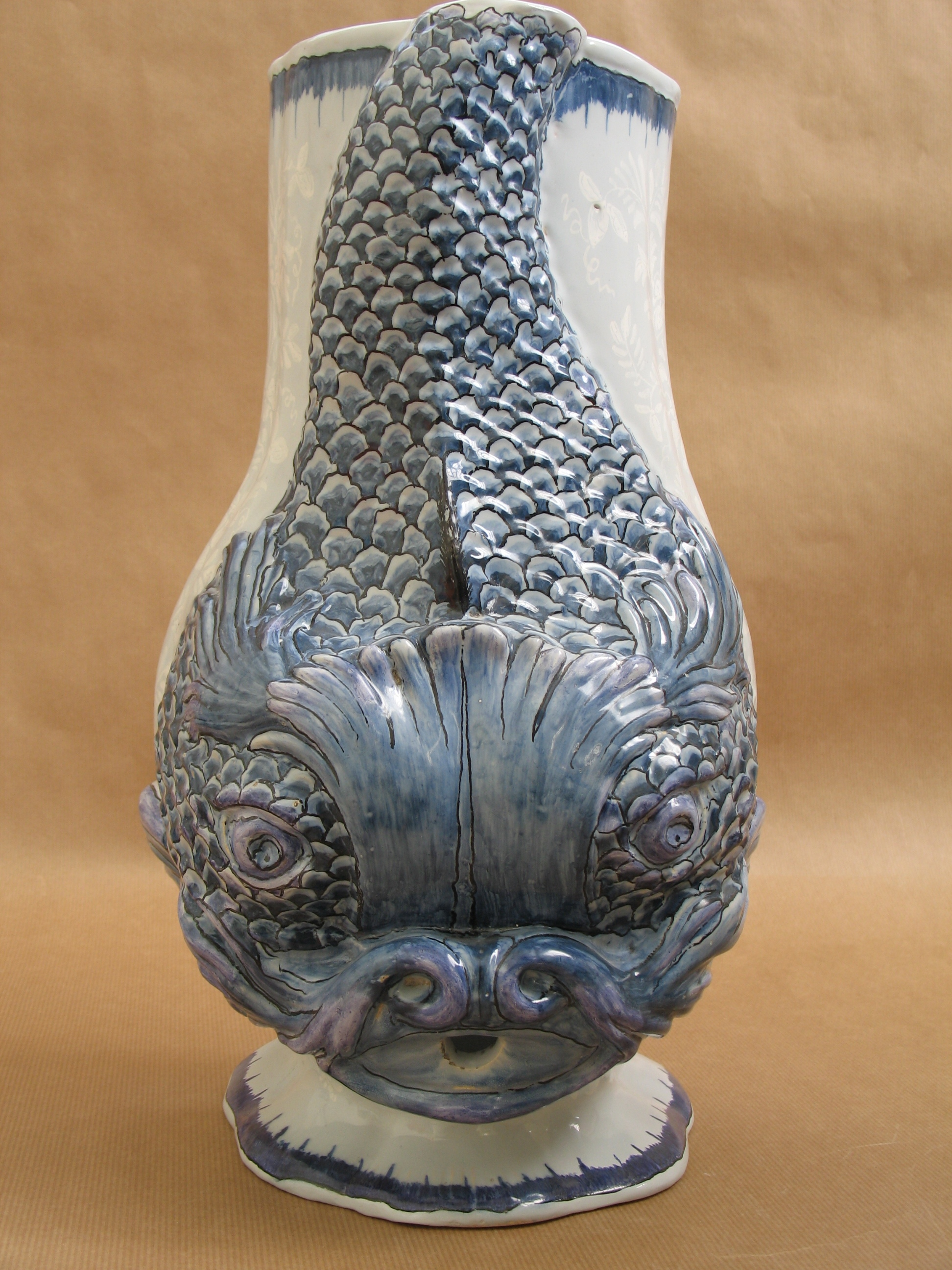
Fontaine dauphin (18e) par Fauquez.
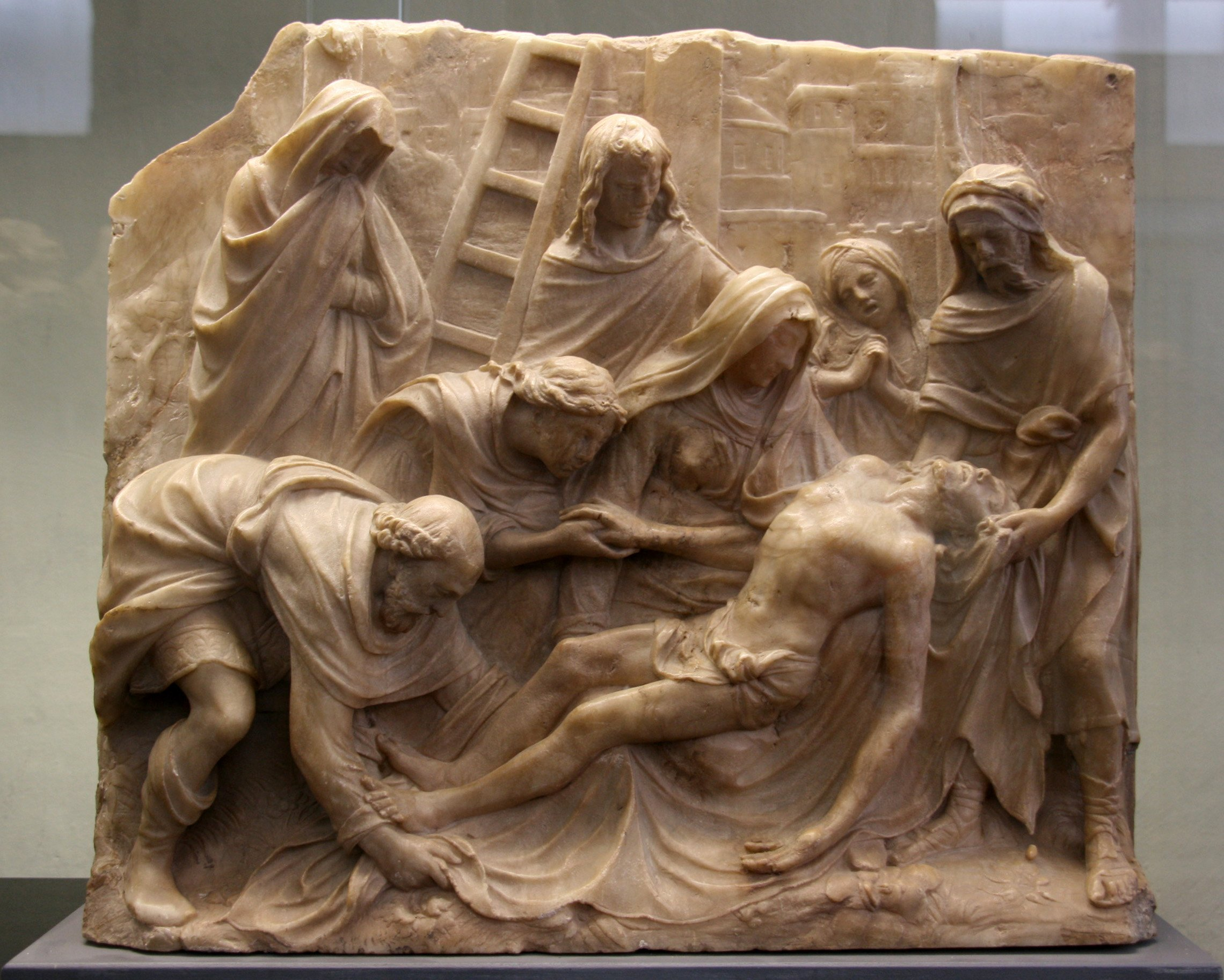
La déploration du Christ (v.1545) attribué à Jacques Dubroeucq.
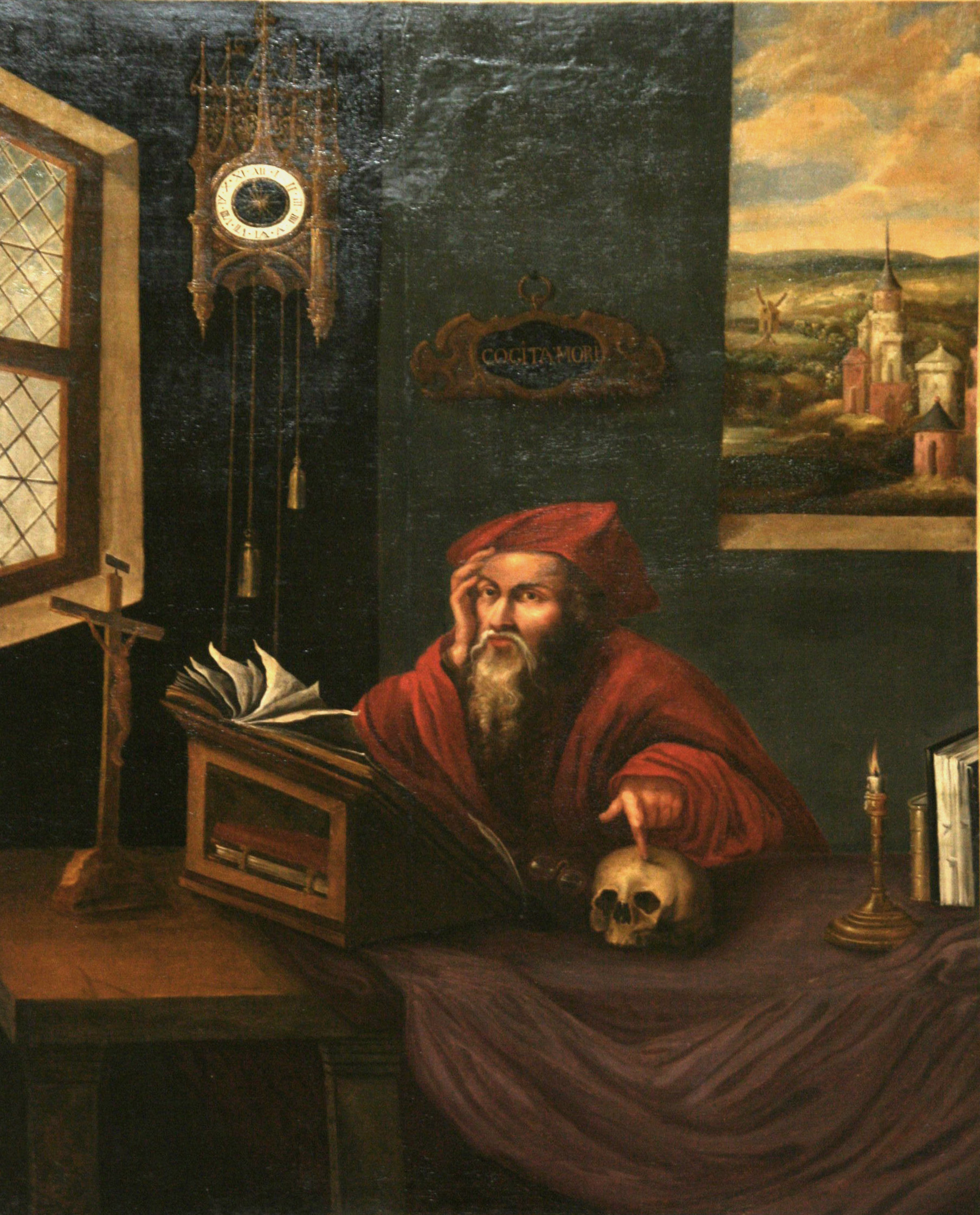
Saint Jérome dans sa cellule (2e moitié du 16e.).
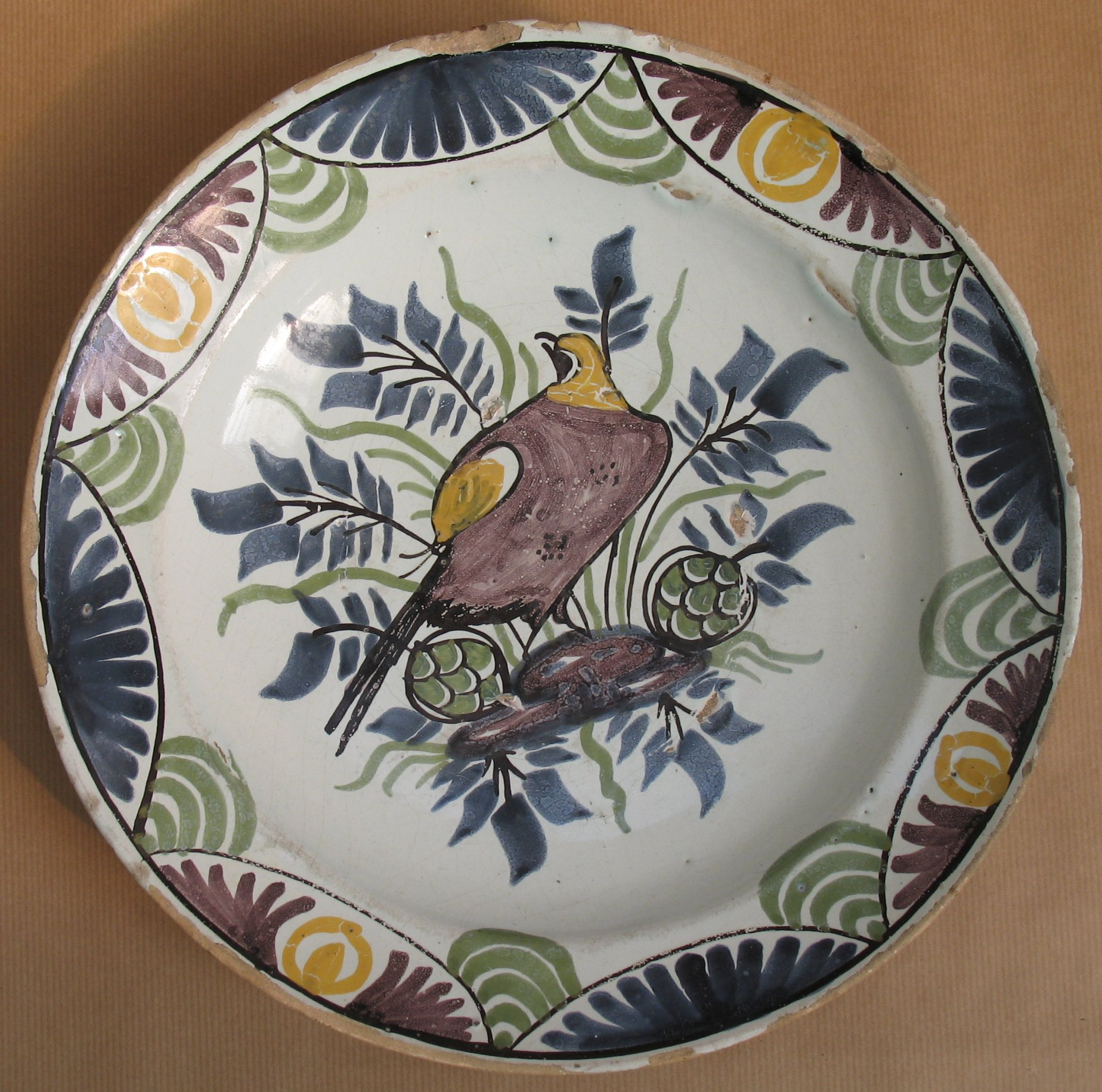
Plat de la manufacture Desmoutiers (18e).
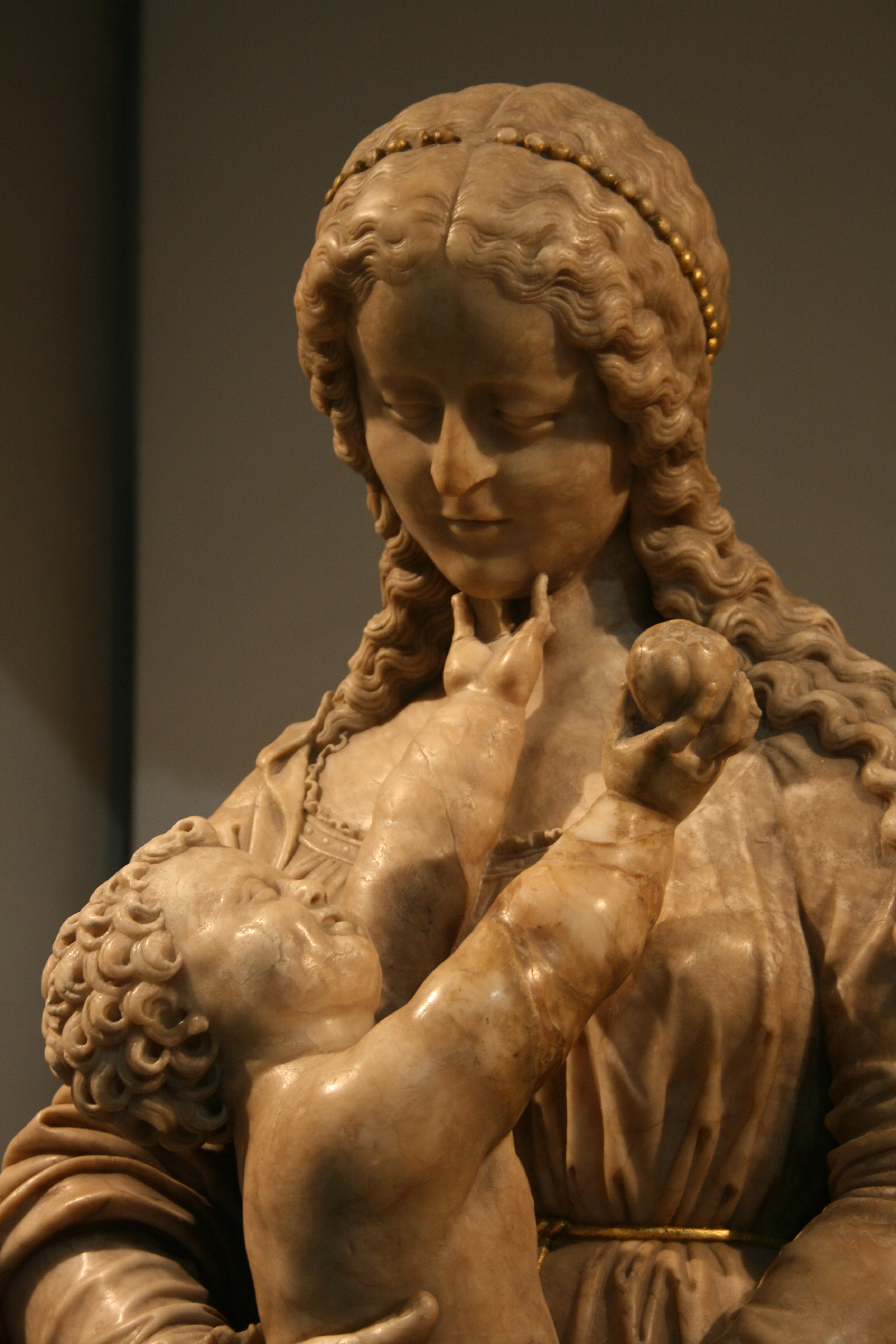
Vierge à l’enfant (2e moitié du 16e) par Conrad Meit.
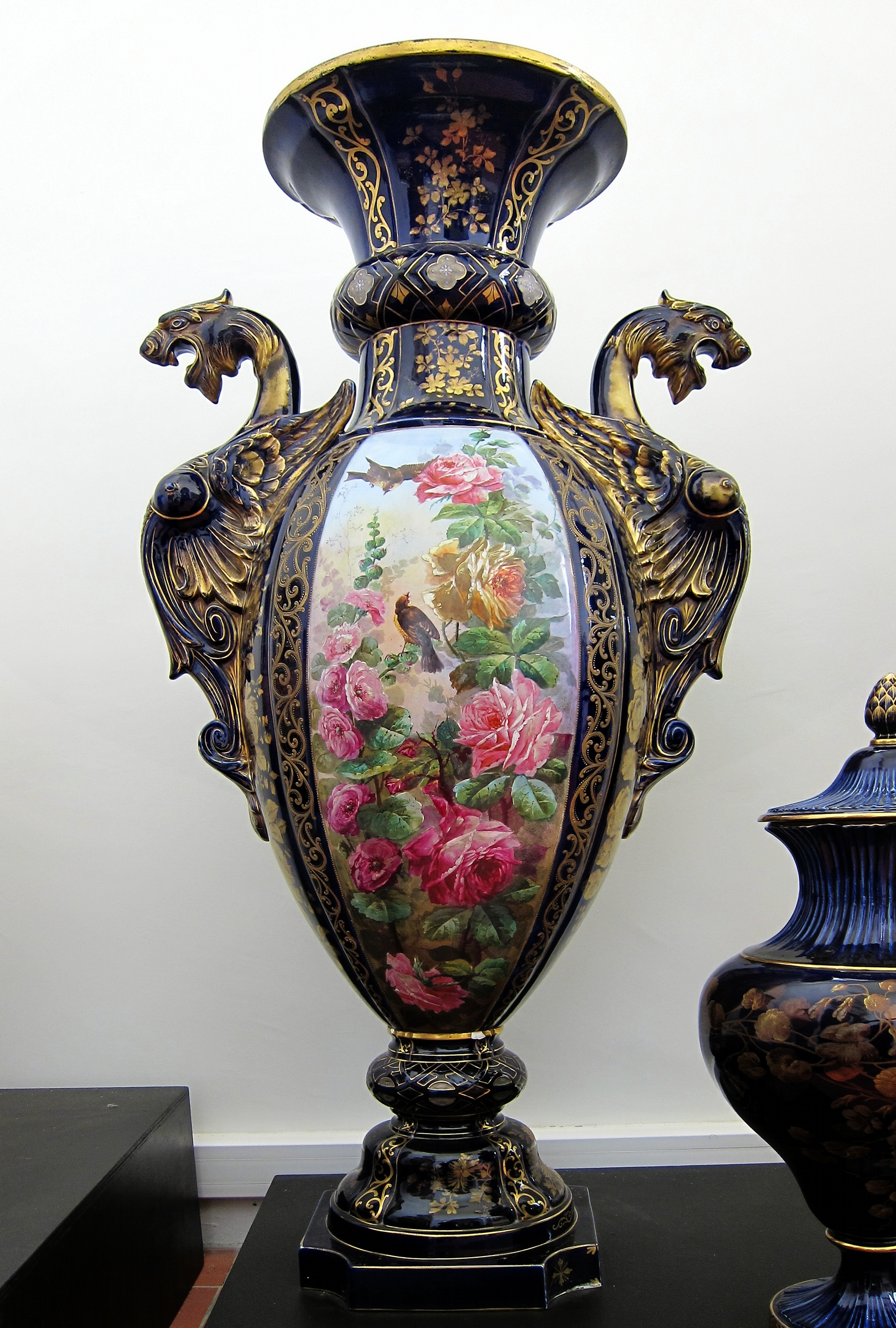
Urne aux chimères (vers 1904), Saint-Amand Moulin des Loups.
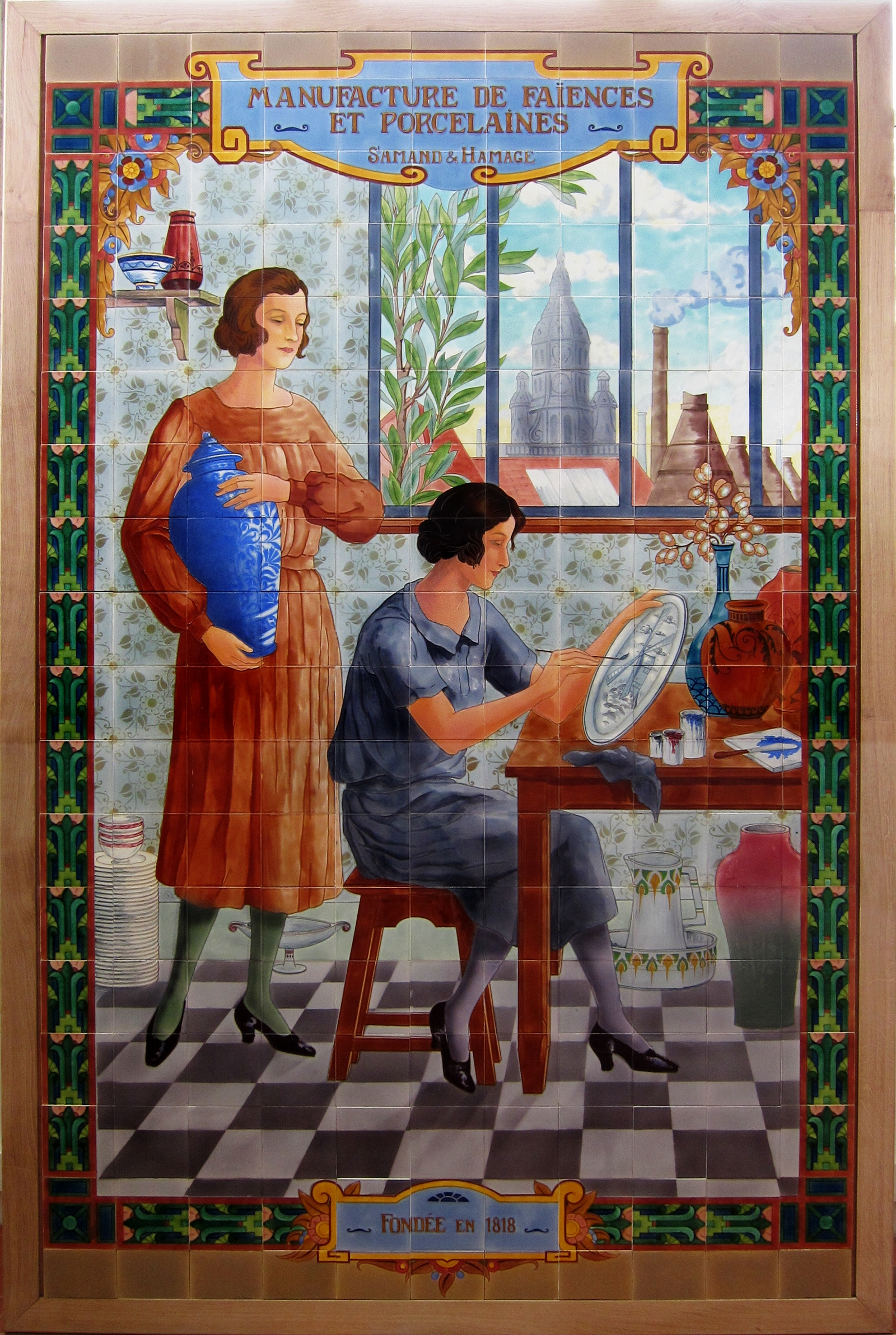
Enseigne de la faïencerie du Moulin des Loups (vers 1925).

### Artistes présents dans la collection
Eric Astoul ; Mario Avati ; Pierre Bayle (céramiste) ; Mahjoub Ben Bella ; René Ben Lisa ; Rémi Bonhert ; Daniel Boulenger ; Jean Brisy ; René Buthaud ; Tristan Chaillot ; Claude Champy ; Mireille Dailler ; Pierre-Adrien Dalpayrat ; Pierre-Victor Dautel ; Louis Delachenal ; Claude et Cécile Delhaye ; Laurent Delvaux ; Daniel de Montmollin ; Philippe Dubuc ; Benoît Dussart ; Eva Eisenloeffel ; Jean-François Fouilhoux ; Roger Frezin ; Charles Gadenne ; Alain Girel ; Abraham Janssens ; Lucien Jonas ; Elisabeth Joulia ; Edmond Lachenal ; Gaston Landrieux ; Hippolyte Lefebvre ; Jean-Claude Legrand ; Patrick Loughran ; Maîtres des Crucifixions ; Godefroy Marselis ; Conrad Meit ; Auguste Moreau-Deschanvres ; Charles Moulin ; Jean-François Neyts ; Nadia Pasquer ; Michel Pastore ; Albert Patrisse ; André Pelt ; Eugène Petit ; Walter Pompe ; Evelyne Porret ; Odile Rosso ; Hervé Rousseau ; Guido Sengle ; Hein Severyns ; Georges Stahl ; Jacques Trovic ; Jan-Pieter Van Baurscheit ; Albeert Jansz Van Der Schoor ; Roch Vandromme ; Catherine Vanier.

## Publications
- Philippe Gayot, Germain Hirselj, Mémoires d'abbayes, trésors artistiques des abbayes de la Porte du Hainaut, Musée de la Tour Abbatiale, Saint-Amand-les-Eaux, 2018.
- Philippe Gayot, Nathalie Gerber, Germain Hirselj, Catherine Limousin, Jean-Claude-Poinsignon, Par les Villes et les champs, Regards d'artistes sur la vie quotidienne dans le Nord, 1890-1950, Musée de la Tour Abbatiale, Saint-Amand-les-Eaux, Musée d'Archéologie et d'Histoire Locale, Denain, 2016.
- Geneviève Becquart, Bertin de Bettignies, Philippe Gayot, Germain Hirselj, Une Histoire de faïence, un savoir-faire amandinois à l'ère industrielle, 1818-1989, Musée de la Tour Abbatiale, Saint-Amand-les-Eaux, 2015.
- Philippe Gayot, Germain Hirselj, Catherine Limousin, Jean-Claude-Poinsignon, Aux Vivants et aux morts, Regard d'artistes sur la Grande Guerre, Musée de la Tour Abbatiale, Saint-Amand-les-Eaux, Musée d'Archéologie et d'Histoire Locale, Denain, 2014.
- Interprétations des albums de Croÿ, peintures sur bois de Daniel Lefevere, Musée de la Tour Abbatiale, Saint-Amand-les-Eaux, 2013.
- Germain Hirselj, Eugène Dodeigne, Œuvre peint 1948-2000, Musée de la Tour Abbatiale, Saint-Amand-les-Eaux, 2013.
- Gérard Dumont, Gil Gambiez, Isabelle Vahé, Louise de Bettignies, Angèle Lecat, Des femmes résistantes, Musée de la Tour Abbatiale, Saint-Amand-les-Eaux, 2010.
- Philippe Gayot, Yvette Martin, Lucien Jonas (1880-1947), Des Églises aux usines, Musée de la Tour Abbatiale, Saint-Amand-les-Eaux, Musée d'Archéologie et d'Histoire Locale, Denain, 2005.